# Benjamin Plaickner
Benjamin Plaickner (* 15. März 1992 in Bruneck) ist ein italienischer Biathlet.
Benjamin Plaickner lebt in Gais und startet für GR Sciatori Fiamme Gialle. Er gehört seit 2010 dem italienischen Biathlon-Nationalkader an, auch sein Bruder Andreas ist Biathlet des Nationalkaders. Plaickner bestritt seine ersten internationalen Rennen im Rahmen der Biathlon-Juniorenweltmeisterschaften 2010 in Torsby, bei denen er 41. des Einzels, 20. des Sprints, Achter der Verfolgung und Neunter mit der Staffel Italiens wurde. Ein Jahr später wurde er in Nové Město na Moravě 25. des Einzels, 18. des Sprints, 21. der Verfolgung und gewann mit Thierry Chenal und Maikol Demetz hinter Russland die Silbermedaille im Staffelrennen. Es folgten die Juniorenrennen der Biathlon-Europameisterschaften 2011 in Ridnaun. Plaickner verpasste an der Seite von Alexia Runggaldier, Nicole Gontier und Michael Galassi als Vierter des Staffelrennens eine weitere Staffelmedaille und wurde zudem 34. des Einzels, Elfter des Sprints und 13. der Verfolgung. 2012 wurde er in Kontiolahti 20. des Einzels, 55. des Sprints, 59. der Verfolgung und 15. mit der Staffel, 2013 in Obertilliach 46. des Einzels, 26. des Sprints und 51. der Verfolgung, mit seinem Bruder, Thierry Chenal und Giuseppe Montello verpasste er als Viertplatzierter um nur einen Rang erneut eine weitere internationale Staffelmedaille. Eine weitere internationale Medaille gewann er bei den Juniorenrennen der Biathlon-Europameisterschaften 2013 in Bansko als Dritter des Einzels hinter Alexander Loginow und Maxim Zwetkow. Im Sprint wurde er Sechster, im Verfolgungsrennen 22. Im weiteren Jahresverlauf nahm er an den Sommerbiathlon-Weltmeisterschaften 2013 in Forni Avoltri teil, wo er im Mixed-Staffelrennen gemeinsam mit Alexia Runggaldier, Nicole Gontier und Giuseppe Montello hinter Russland die Silbermedaille im Mixed-Staffelrennen im Leistungsbereich gewann. Im Sprint trat er bei den Junioren an und wurde Neunter, in der Verfolgung ging er nicht mehr an den Start.
National gewann Plaickner zwischen 2010 und 2013 vier Silbermedaillen in Meisterschaftsrennen der Jugend beziehungsweise Junioren. 2012 gewann er neben drei Rennen auch die Gesamtwertung des Alpencups der Junioren.